# Lunar Flashlight
Il Lunar Flashlight è stato un progetto per una missione CubeSat a basso costo composta da un orbiter lunare per esplorare, individuare e stimare grandezza e composizione dei depositi di ghiaccio d'acqua sulla Luna per un loro futuro sfruttamento umano o robotico.
Il veicolo, in formato 6U CubeSat, è stato sviluppato da un team del Jet Propulsion Laboratory (JPL), l'Università della California a Los Angeles (UCLA) e dal NASA Marshall Space Flight Center. Venne selezionato a inizio 2015 nell'ambito del programma Advanced Exploration Systems (AES) della NASA per un lancio nel novembre del 2018 ma successivamente rimandato; doveva essere lanciato come carico utile nella missione Artemis 1, tuttavia è stato rimosso, insieme ad altri tre CubeSat, dall'integrazione con il veicolo Orion del programma Artemis 1. Il lancio della missione è stato poi riprogrammato per essere lanciato l'11 dicembre 2022 su un Falcon 9 Block 5 di SpaceX insieme alla missione privata giapponese Hakuto-R Mission 1. Il veicolo spaziale a seguito di danni al propulsore non è mai riuscito ad entrare nell'orbita pianificata e la missione è  stata dichiarata terminata il 12 maggio 2023 dopo vari tentativi di intervento da Terra.

## Storia
Le sonde Lunar Crater Observation and Sensing Satellite (LCROSS) e Lunar Reconnaissance Orbiter (LRO) della NASA e il Chandrayaan-1 dell'ISRO scoprirono nel 2009 depositi di acqua e idrossido a elevate latitudini della superficie lunare, indicando la presenza di tracce di acqua adsorbita o legata. Queste missioni suggeriscono che potrebbe esserci abbastanza ghiaccio di acqua nelle regioni polari da poterle sfruttare in future missioni di atterraggio; tuttavia la sua distribuzione è difficile da conciliare con le mappe termiche.
Le missioni di prospezione lunare sono intese per aprire la strada verso l'utilizzo delle risorse spaziali nelle architetture di missione. La pianificazione NASA per eventuali missioni umane su Marte dipende dallo sfruttamento delle risorse naturali locali per produrre l'ossigeno e il propellente necessario per lanciare i veicoli di ritorno sulla Terra e la Luna offre una posizione conveniente per testare tale tecnologia di utilizzo delle risorse in situ (ISRU).
Il concetto della missione venne sviluppato da una squadra formata dal Jet Propulsion Laboratory (JPL), l'Università della California, Los Angeles (UCLA) e dal NASA Marshall Space Flight Center; esso venne proposto alla NASA nel FY2014 nell'ambito del programma Advanced Exporation Systems (AES). La missione venne selezionata per i finanziamenti all'inizio del 2015.

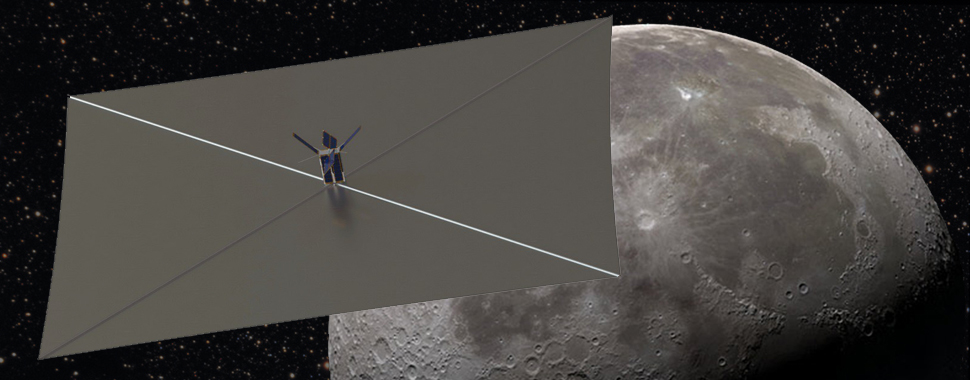
Il disegno originale prevedeva l'utilizzo di un satellite CubeSat alimentato da una vela solare

Nella sua concezione originaria, il Lunar Flashlight era un CubeSat 6U con bus pilotato da una vela solare di 80 m² che fungeva anche da riflettore per illuminare alcune aree permanentemente ombreggiate sulla Luna, mentre uno spettrometro a infrarossi a bordo avrebbe prodotto uno spettro riflesso della composizione superficiale e della sua regolite, con eventuali tracce di ghiaccio d'acqua, CO2, ghiaccio di metano (CH4) e probabilmente ghiaccio di ammoniaca (NH3). Il punto illuminato era di circa 400 m di diametro, da un'altitudine di 20 km.

## Panoramica e obiettivi
L'obiettivo del Lunar Flashlight è determinare la presenza o assenza di ghiaccio esposto e il suo stato fisico, e mappare la sua concentrazione in scala 1–2 km nelle regioni permanentemente in ombra del polo sud lunare. La missione sarà la prima del tipo CubeSat a raggiungere la Luna, e la prima missione a usare laser per osservare ghiaccio di acqua. Qualsiasi dato polare volatile ottenuto dal Lunar Flashlight potrebbe accertare il sito di atterraggio più idoneo per un rover più costoso attraverso il quale condurre misurazioni e analisi chimiche in situ. Il veicolo raggiungerà la sua orbita lunare polare e userà i suoi laser nel vicino infrarosso per illuminare le regioni in ombra, mentre lo spettrometro di bordo misurerà la riflessione e la composizione della superficie. Barbara Cohen del Marshall Space Flight Center è il Principal Investigator.

## Carico scientifico
Il carico di questo nanosatellite è composto da uno spettrometro infrarosso, costituito da una lente, divisori di fasci dicroici e vari rivelatori di elementi singoli. Esso occupa 2 dei 6 moduli del bus 6U CubeSat. L'ADACS (controllo di assetto), comando e gestione dati e sistemi d'alimentazione occuperanno 1.5U; il sistema di telecomunicazioni Iris occuperà 0,5U.
Il carico del Lunar Flashlight è derivato da alcuni suoi predecessori, tra cui le sonde INSPIRE (INterplanetary NanoSpacecraft in a Relevant Environment) e MARCO (Mars Cube One) e lo strumento Moon Mineralogy Mapper (M3) a bordo del Chandrayaan-1, tutte costruite dal JPL. Il bus del 6U CubeSat utilizzerà principalmente componenti commerciali (COTS) come batterie agli ioni di litio, la CPU, i pannelli solari, il tracciatore stellare e le rotelle a reazione stabilizzate su 3 assi per il controllo d'assetto. La CPU è un 'Rad-Tol Dependable Multiprocessor'. Il JPL fornirà la suite INSPIRE miniaturizzata che offrirà cronometraggio, navigazione e thattelecomunicazioni su banda X, che verrà monitorata dal Deep Space Network della NASA.

## Traiettoria proposta
La sonda spaziale Lunar Flashlight verrà lanciata dal SLS durante il suo volo cislunare e utilizzerà un sensore solare e pannelli solari per alimentare le ruote a reazione triassiali. Il concetto prevede una traiettoria di volo multipla verso la Luna e la Terra; verrà quindi catturata in un'orbita polare lunare dopo uno o due mesi dal lancio a seconda della traiettoria selezionata.